# World League di pallavolo 2015
La World League di pallavolo 2015 si è svolta dal 16 maggio al 19 luglio 2015: al torneo hanno partecipato trentadue squadre nazionali e la vittoria finale è andata per la prima volta alla Francia.

## Regolamento

### Formula
Le squadre, divise in tre gruppi, hanno disputato una prima fase a gironi con formula del girone all'italiana (le squadre gruppo 1 e del gruppo 2 hanno giocato una gara di andata e ritorno per due volte, mentre le squadre del gruppo 3 hanno giocato una gara di andata e ritorno); al termine della prima fase:
- La prima classificata di ogni girone del gruppo 3 e la squadra del paese organizzatore (nel caso in cui sia stata la prima classificata, si è qualificata la seconda classificata del girone di appartenenza della squadra del paese organizzatore) hanno acceduto alla fase finale strutturata in semifinali, finale per il terzo posto e finale: la vincitrice è promossa nel gruppo 2 per l'edizione 2016.
- La prima classificata di ogni girone del gruppo 2 e la squadra del paese organizzatore (nel caso in cui sia stata la prima classificata, si è qualificata la seconda classificata del girone di appartenenza della squadra del paese organizzatore) hanno acceduto alla fase finale strutturata in semifinali, finale per il terzo posto e finale: la vincitrice si è qualificata per la fase finale del gruppo 1 ed è promossa nel gruppo 1 per l'edizione 2016.

L'ultima classificata del gruppo 2 è retrocessa nel gruppo 3 per l'edizione 2016 (nel caso in cui l'ultima classificata è la squadra del paese organizzatore della fase finale, è retrocessa la penultima classificata del gruppo 2).
- Le prime due classificate di ogni girone del gruppo 1, la squadra del paese organizzatore (nel caso in cui sia stata tra le prime due classificate, si è qualificata la terza classificata del girone di appartenenza della squadra del paese organizzatore) e la vincitrice della fase finale del gruppo 2 hanno acceduto alla fase finale strutturata con una fase a gironi con formula del girone all'italiana, dove le prime due classificate di ogni girone hanno acceduto alla Final Four, strutturata in semifinali, finale per il terzo posto e finale.

L'ultima classificata del gruppo 1 è retrocessa nel gruppo 2 per l'edizione 2016 (nel caso in cui l'ultima classificata è la squadra del paese organizzatore della fase finale, è retrocessa la penultima classificata del gruppo 1).

### Criteri di classifica
Se il risultato finale è stato di 3-0 o 3-1 sono stati assegnati 3 punti alla squadra vincente e 0 a quella sconfitta, se il risultato finale è stato di 3-2 sono stati assegnati 2 punti alla squadra vincente e 1 a quella sconfitta.
L'ordine del posizionamento in classifica è stato definito in base a:
- Numero di partite vinte;
- Punti;
- Ratio dei set vinti/persi;
- Ratio dei punti realizzati/subiti;
- Risultati degli scontri diretti.

## Squadre partecipanti
| Squadra       | Qualificazione                 | Ultima partecipazione |
| ------------- | ------------------------------ | --------------------- |
| Australia     | 5ª alla World League 2014      | World League 2014     |
| Argentina     | 13ª alla World League 2014     | World League 2014     |
| Belgio        | 11ª alla World League 2014     | World League 2014     |
| Brasile       | 2ª alla World League 2014      | World League 2014     |
| Bulgaria      | 9ª alla World League 2014      | World League 2014     |
| Canada        | 13ª alla World League 2014     | World League 2014     |
| Cina          | 23ª alla World League 2014     | World League 2014     |
| Corea del Sud | 19ª alla World League 2014     | World League 2014     |
| Cuba          | 21ª alla World League 2014     | World League 2014     |
| Egitto        | 1ª al campionato africano 2013 | World League 2010     |
| Finlandia     | 16ª alla World League 2014     | World League 2014     |
| Francia       | 10ª alla World League 2014     | World League 2014     |
| Giappone      | 19ª alla World League 2014     | World League 2014     |
| Grecia        | 2ª all'European League 2014    | World League 2005     |
| Iran          | 4ª alla World League 2014      | World League 2014     |
| Italia        | 3ª alla World League 2014      | World League 2014     |
| Kazakistan    | 3ª alla Coppa asiatica 2014    | Debutto               |
| Messico       | 25ª alla World League 2014     | World League 2014     |
| Montenegro    | 1ª all'European League 2014    | Debutto               |
| Paesi Bassi   | 12ª alla World League 2014     | World League 2014     |
| Polonia       | 8ª alla World League 2014      | World League 2014     |
| Porto Rico    | 27ª alla World League 2014     | World League 2014     |
| Portogallo    | 13ª alla World League 2014     | World League 2014     |
| Rep. Ceca     | 16ª alla World League 2014     | World League 2014     |
| Russia        | 5ª alla World League 2014      | World League 2014     |
| Serbia        | 7ª alla World League 2014      | World League 2014     |
| Slovacchia    | 24ª alla World League 2014     | World League 2014     |
| Spagna        | 25ª alla World League 2014     | World League 2014     |
| Stati Uniti   | 1ª alla World League 2014      | World League 2014     |
| Tunisia       | 27ª alla World League 2014     | World League 2014     |
| Turchia       | 22ª alla World League 2014     | World League 2014     |
| Venezuela     | -                              | World League 2009     |

## Torneo

### Fase a gironi

#### Gruppo 1
| Girone A  | Girone B    |
| --------- | ----------- |
| Australia | Iran        |
| Brasile   | Polonia     |
| Italia    | Russia      |
| Serbia    | Stati Uniti |

##### Girone A

###### Risultati
| 29 maggio 2015 Adelaide Arena, Adelaide Durata: 1h:52 - Spettatori: 4 600                | Australia | 1 - 3 | Italia    | 19-25, 25-22, 21-25, 20-25        |
| 29 maggio 2015 Estádio Felipe Drummond, Belo Horizonte Durata: 1h:52 - Spettatori: 4 661 | Brasile   | 3 - 2 | Serbia    | 24-26, 25-17, 25-22, 26-28, 15-11 |
| 30 maggio 2015 Adelaide Arena, Adelaide Durata: 1h:55 - Spettatori: 3 500                | Australia | 1 - 3 | Italia    | 20-25, 21-25, 25-23, 23-25        |
| 31 maggio 2015 Estádio Felipe Drummond, Belo Horizonte Durata: 2h:00 - Spettatori: 8 054 | Brasile   | 3 - 1 | Serbia    | 25-18, 25-20, 19-25, 25-22        |
| 5 giugno 2015 Ginásio Adib Moisés Dib, São Bernardo Durata: 1h:45 - Spettatori: 4 828    | Brasile   | 3 - 1 | Australia | 25-20, 21-25, 25-19, 25-18        |
| 5 giugno 2015 Adriatic Arena, Pesaro Durata: 2h:13 - Spettatori: 6 400                   | Italia    | 1 - 3 | Serbia    | 25-22, 23-25, 24-26, 23-25        |
| 7 giugno 2015 Ginásio Adib Moisés Dib, São Bernardo Durata: 1h:29 - Spettatori: 5 225    | Brasile   | 3 - 0 | Australia | 31-29, 25-19, 25-19               |
| 7 giugno 2015 PalaDozza, Bologna Durata: 1h:58 - Spettatori: 4 250                       | Italia    | 3 - 2 | Serbia    | 25-14, 19-25, 18-25, 25-20, 15-12 |
| 12 giugno 2015 Centro Sportivo SPENS, Novi Sad Durata: 2h:29 - Spettatori: 8 100         | Serbia    | 3 - 2 | Brasile   | 22-25, 23-25, 25-23, 25-21, 15-13 |
| 12 giugno 2015 Palazzo del Turismo, Jesolo Durata: 1h:26 - Spettatori: 4 800             | Italia    | 0 - 3 | Australia | 16-25, 18-25, 21-25               |
| 14 giugno 2015 Pionir Hall, Belgrado Durata: 2h:34 - Spettatori: 8 500                   | Serbia    | 2 - 3 | Brasile   | 23-25, 25-20, 21-25, 25-22, 13-15 |
| 14 giugno 2015 PalaOlimpia, Verona Durata: 1h:29 - Spettatori: 5 000                     | Italia    | 3 - 0 | Australia | 26-24, 25-21, 25-23               |
| 18 giugno 2015 Centro Sportivo SPENS, Novi Sad Durata: 1h:42 - Spettatori: 6 000         | Serbia    | 3 - 0 | Australia | 31-29, 27-25, 25-19               |
| 19 giugno 2015 Stadio Centrale del Tennis, Roma Durata: 2h:22 - Spettatori: 11 128       | Italia    | 3 - 2 | Brasile   | 26-24, 21-25, 25-18, 17-25, 16-14 |
| 20 giugno 2015 Pionir Hall, Belgrado Durata: 1h:19 - Spettatori: 4 100                   | Serbia    | 3 - 0 | Australia | 25-23, 25-23, 25-20               |
| 21 giugno 2015 Nelson Mandela Forum, Firenze Durata: 1h:21 - Spettatori: 7 000           | Italia    | 0 - 3 | Brasile   | 23-25, 22-25, 16-25               |
| 26 giugno 2015 Centro Sportivo SPENS, Novi Sad Durata: 2h:00 - Spettatori: 7 300         | Serbia    | 3 - 1 | Italia    | 25-23, 25-20, 25-27, 25-21        |
| 27 giugno 2015 State Sports Centre, Sydney Durata: 1h:50 - Spettatori: 5 400             | Australia | 1 - 3 | Brasile   | 17-25, 18-25, 25-23, 20-25        |
| 28 giugno 2015 State Sports Centre, Sydney Durata: 1h:24 - Spettatori: 5 450             | Australia | 0 - 3 | Brasile   | 22-25, 20-25, 15-25               |
| 28 giugno 2015 Pionir Hall, Belgrado Durata: 2h:31 - Spettatori: 6 500                   | Serbia    | 3 - 2 | Italia    | 26-24, 21-25, 26-24, 23-25, 17-15 |
| 2 luglio 2015 Ginásio Aecim Tocantins, Cuiabá Durata: 1h:26 - Spettatori: 11 606         | Brasile   | 3 - 0 | Italia    | 25-20, 26-24, 25-19               |
| 3 luglio 2015 Ginásio Aecim Tocantins, Cuiabá Durata: 2h:33 - Spettatori: 8 873          | Brasile   | 2 - 3 | Italia    | 25-21, 27-29, 25-21, 19-25, 19-21 |
| 4 luglio 2015 State Basketball Centre, Melbourne Durata: 1h:57 - Spettatori: 4 500       | Australia | 1 - 3 | Serbia    | 22-25, 21-25, 31-29, 18-25        |
| 5 luglio 2015 State Basketball Centre, Melbourne Durata: 1h:56 - Spettatori: 4 000       | Australia | 3 - 2 | Serbia    | 25-22, 22-25, 13-25, 25-21, 15-12 |

###### Classifica
| Pos | Squadra   | Pt | G  | V | P  | SV | SP | Ratio | PF    | PS    | Ratio |
| --- | --------- | -- | -- | - | -- | -- | -- | ----- | ----- | ----- | ----- |
| 1   | Brasile   | 28 | 12 | 9 | 3  | 33 | 16 | 2.062 | 1 145 | 1 038 | 1.103 |
| 2   | Serbia    | 23 | 12 | 7 | 5  | 30 | 22 | 1.363 | 1 180 | 1 152 | 1.024 |
| 3   | Italia    | 16 | 12 | 6 | 6  | 22 | 26 | 0.846 | 1 073 | 1 096 | 0.979 |
| 4   | Australia | 5  | 12 | 2 | 10 | 11 | 32 | 0.343 | 931   | 1 043 | 0.892 |

##### Girone B

###### Risultati
| 28 maggio 2015 Ergo Arena, Danzica Durata: 1h:27 - Spettatori: 8 200                   | Polonia     | 3 - 0 | Russia      | 25-16, 25-17, 25-20               |
| 29 maggio 2015 Ergo Arena, Danzica Durata: 2h:34 - Spettatori: 9 000                   | Polonia     | 3 - 2 | Russia      | 25-19, 24-26, 20-25, 25-19, 18-16 |
| 30 maggio 2015 Galen Center, Los Angeles Durata: 2h:13 - Spettatori: 6 432             | Stati Uniti | 3 - 1 | Iran        | 25-19, 25-22, 23-25, 25-23        |
| 31 maggio 2015 Galen Center, Los Angeles Durata: 1h:53 - Spettatori: 5 198             | Stati Uniti | 3 - 1 | Iran        | 25-16, 25-16, 20-25, 25-20        |
| 5 giugno 2015 Walter Pyramid, Long Beach Durata: 2h:07 - Spettatori: 4 100             | Stati Uniti | 3 - 1 | Russia      | 25-18, 24-26, 25-15, 28-26        |
| 5 giugno 2015 Hala Sportowa Częstochowa, Częstochowa Durata: 2h:07 - Spettatori: 6 159 | Polonia     | 3 - 1 | Iran        | 25-20, 25-22, 21-25, 27-25        |
| 6 giugno 2015 Walter Pyramid, Long Beach Durata: 1h:39 - Spettatori: 5 200             | Stati Uniti | 3 - 0 | Russia      | 25-23, 25-21, 25-16               |
| 6 giugno 2015 Hala Sportowa Częstochowa, Częstochowa Durata: 2h:13 - Spettatori: 6 162 | Polonia     | 3 - 2 | Iran        | 22-25, 25-22, 25-16, 22-25, 15-6  |
| 12 giugno 2015 Sears Centre, Hoffman Estates Durata: 2h:25 - Spettatori: 9 574         | Stati Uniti | 3 - 2 | Polonia     | 23-25, 25-23, 19-25, 25-22, 15-9  |
| 13 giugno 2015 Kazan Volleyball Centre, Kazan' Durata: 1h:59 - Spettatori: 4 030       | Russia      | 1 - 3 | Iran        | 25-20, 16-25, 19-25, 23-25        |
| 13 giugno 2015 Sears Centre, Hoffman Estates Durata: 2h:04 - Spettatori: 1 0000        | Stati Uniti | 3 - 1 | Polonia     | 23-25, 25-23, 25-15, 25-17        |
| 14 giugno 2015 Kazan Volleyball Centre, Kazan' Durata: 1h:30 - Spettatori: 4 500       | Russia      | 0 - 3 | Iran        | 20-25, 18-25, 21-25               |
| 19 giugno 2015 Kazan Volleyball Centre, Kazan' Durata: 2h:00 - Spettatori: 4 010       | Russia      | 1 - 3 | Polonia     | 32-30, 14-25, 22-25, 18-25        |
| 19 giugno 2015 Azadi Indoor Stadium, Teheran Durata: 1h:43 - Spettatori: 12 000        | Iran        | 3 - 0 | Stati Uniti | 25-19, 29-27, 25-20               |
| 20 giugno 2015 Kazan Volleyball Centre, Kazan' Durata: 2h:23 - Spettatori: 4 100       | Russia      | 2 - 3 | Polonia     | 25-19, 21-25, 24-26, 25-20, 14-16 |
| 21 giugno 2015 Azadi Indoor Stadium, Teheran Durata: 1h:36 - Spettatori: 12 000        | Iran        | 3 - 0 | Stati Uniti | 25-20, 25-21, 25-19               |
| 26 giugno 2015 Dvorec Sporta Jantarnyj, Kaliningrad Durata: 1h:32 - Spettatori: 6 800  | Russia      | 0 - 3 | Stati Uniti | 21-25, 20-25, 19-25               |
| 26 giugno 2015 Azadi Indoor Stadium, Teheran Durata: 2h:32 - Spettatori: 12 000        | Iran        | 3 - 2 | Polonia     | 25-21, 23-25, 21-25, 25-16, 15-11 |
| 27 giugno 2015 Dvorec Sporta Jantarnyj, Kaliningrad Durata: 2h:08 - Spettatori: 6 500  | Russia      | 1 - 3 | Stati Uniti | 23-25, 25-19, 23-25, 18-25        |
| 28 giugno 2015 Azadi Indoor Stadium, Teheran Durata: 2h:13 - Spettatori: 12 000        | Iran        | 1 - 3 | Polonia     | 25-23, 20-25, 20-25, 19-25        |
| 3 luglio 2015 Azadi Indoor Stadium, Teheran Durata: 1h:30 - Spettatori: 12 000         | Iran        | 3 - 0 | Russia      | 25-21, 25-21, 25-21               |
| 3 luglio 2015 Kraków Arena, Cracovia Durata: 2h:18 - Spettatori: 14 248                | Polonia     | 3 - 2 | Stati Uniti | 19-25, 25-22, 21-25, 25-20, 15-12 |
| 4 luglio 2015 Azadi Indoor Stadium, Teheran Durata: 2h:02 - Spettatori: 11 000         | Iran        | 1 - 3 | Russia      | 23-25, 25-19, 18-25, 21-25        |
| 4 luglio 2015 Kraków Arena, Cracovia Durata: 1h:56 - Spettatori: 14 339                | Polonia     | 1 - 3 | Stati Uniti | 20-25, 21-25, 25-22, 23-25        |

###### Classifica
| Pos | Squadra     | Pt | G  | V | P  | SV | SP | Ratio | PF    | PS    | Ratio |
| --- | ----------- | -- | -- | - | -- | -- | -- | ----- | ----- | ----- | ----- |
| 1   | Stati Uniti | 27 | 12 | 9 | 3  | 29 | 17 | 1.705 | 1 071 | 992   | 1.079 |
| 2   | Polonia     | 22 | 12 | 8 | 4  | 30 | 23 | 1.304 | 1 179 | 1 138 | 1.036 |
| 3   | Iran        | 18 | 12 | 6 | 6  | 25 | 21 | 1.190 | 1 031 | 1 021 | 1.009 |
| 4   | Russia      | 5  | 12 | 1 | 11 | 11 | 34 | 0.323 | 946   | 1 076 | 0.879 |

#### Gruppo 2
| Girone C  | Girone D      | Girone E    |
| --------- | ------------- | ----------- |
| Argentina | Corea del Sud | Belgio      |
| Bulgaria  | Francia       | Finlandia   |
| Canada    | Giappone      | Paesi Bassi |
| Cuba      | Rep. Ceca     | Portogallo  |

##### Girone C

###### Risultati
| 16 maggio 2015 Stampede Corral, Calgary Durata: 1h:18 - Spettatori: 6 200                    | Canada    | 3 - 0 | Cuba      | 25-20, 25-19, 26-24               |
| 17 maggio 2015 Stampede Corral, Calgary Durata: 1h:25 - Spettatori: 3 500                    | Canada    | 3 - 0 | Cuba      | 26-24, 25-19, 25-21               |
| 29 maggio 2015 Polideportivo Torito Rodríguez, Mendoza Durata: 1h:13 - Spettatori: 4 500     | Argentina | 3 - 0 | Cuba      | 25-18, 25-19, 25-18               |
| 30 maggio 2015 Palazzo della cultura e dello sport, Varna Durata: 1h:47 - Spettatori: 3 000  | Bulgaria  | 1 - 3 | Canada    | 20-25, 19-25, 25-22, 21-25        |
| 30 maggio 2015 Polideportivo Torito Rodríguez, Mendoza Durata: 1h:56 - Spettatori: 5 500     | Argentina | 2 - 3 | Cuba      | 25-17, 17-25, 21-25, 25-16, 9-15  |
| 31 maggio 2015 Palazzo della cultura e dello sport, Varna Durata: 2h:04 - Spettatori: 2 000  | Bulgaria  | 3 - 2 | Canada    | 21-25, 23-25, 25-23, 25-14, 15-9  |
| 5 giugno 2015 Scotiabank Centre, Halifax Durata: 1h:32 - Spettatori: 2 100                   | Canada    | 3 - 0 | Argentina | 25-22, 27-25, 25-19               |
| 5 giugno 2015 Coliseo de la Ciudad Deportiva, L'Avana Durata: 1h:52 - Spettatori: 2 100      | Cuba      | 1 - 3 | Bulgaria  | 19-25, 21-25, 26-24, 23-25        |
| 6 giugno 2015 Scotiabank Centre, Halifax Durata: 2h:15 - Spettatori: 2 600                   | Canada    | 2 - 3 | Argentina | 25-22, 22-25, 25-21, 19-25, 10-15 |
| 6 giugno 2015 Coliseo de la Ciudad Deportiva, L'Avana Durata: 1h:54 - Spettatori: 3 200      | Cuba      | 1 - 3 | Bulgaria  | 25-18, 20-25, 24-26, 23-25        |
| 12 giugno 2015 Consolidated Credit Union Place, Summerside Durata: 2h:17 - Spettatori: 2 000 | Canada    | 2 - 3 | Bulgaria  | 25-20, 19-25, 25-22, 25-27, 12-15 |
| 12 giugno 2015 Coliseo de la Ciudad Deportiva, L'Avana Durata: 1h:51 - Spettatori: 2 500     | Cuba      | 3 - 1 | Argentina | 25-20, 25-21, 20-25, 25-21        |
| 13 giugno 2015 Consolidated Credit Union Place, Summerside Durata: 1h:43 - Spettatori: 1 700 | Canada    | 3 - 1 | Bulgaria  | 25-18, 25-19, 21-25, 25-20        |
| 13 giugno 2015 Coliseo de la Ciudad Deportiva, L'Avana Durata: 1h:34 - Spettatori: 3 700     | Cuba      | 0 - 3 | Argentina | 23-25, 18-25, 21-25               |
| 19 giugno 2015 Coliseo de la Ciudad Deportiva, L'Avana Durata: 1h:43 - Spettatori: 3 000     | Cuba      | 1 - 3 | Canada    | 14-25, 25-20, 21-25, 21-25        |
| 20 giugno 2015 Estadio Delmi, Salta Durata: 2h:10 - Spettatori: 2 000                        | Argentina | 2 - 3 | Bulgaria  | 24-26, 25-22, 24-26, 25-16, 16-18 |
| 20 giugno 2015 Coliseo de la Ciudad Deportiva, L'Avana Durata: 2h:05 - Spettatori: 2 500     | Cuba      | 3 - 2 | Canada    | 17-25, 20-25, 25-23, 25-19, 15-12 |
| 21 giugno 2015 Estadio Delmi, Salta Durata: 1h:12 - Spettatori: 3 100                        | Argentina | 3 - 0 | Bulgaria  | 25-19, 25-19, 25-16               |
| 26 giugno 2015 Estadio Municipal Perón, Buenos Aires Durata: 1h:42 - Spettatori: 3 500       | Argentina | 3 - 1 | Canada    | 25-17, 18-25, 24-14, 25-21        |
| 27 giugno 2015 Estadio Municipal Perón, Buenos Aires Durata: 2h:17 - Spettatori: 5 700       | Argentina | 3 - 2 | Canada    | 23-25, 25-15, 21-25, 27-25, 15-6  |
| 27 giugno 2015 Palazzo della cultura e dello sport, Varna Durata: 1h:24 - Spettatori: 4 100  | Bulgaria  | 3 - 0 | Cuba      | 25-23, 25-16, 26-24               |
| 28 giugno 2015 Palazzo della cultura e dello sport, Varna Durata: 1h:37 - Spettatori: 4 400  | Bulgaria  | 3 - 1 | Cuba      | 25-19, 25-19, 19-25, 25-17        |
| 4 luglio 2015 Palazzo della cultura e dello sport, Varna Durata: 1h:31 - Spettatori: 4 900   | Bulgaria  | 3 - 0 | Argentina | 27-25, 25-20, 25-22               |
| 5 luglio 2015 Palazzo della cultura e dello sport, Varna Durata: 1h:53 - Spettatori: 4 950   | Bulgaria  | 1 - 3 | Argentina | 19-25, 26-24, 17-25, 18-25        |

###### Classifica
| Pos | Squadra   | Pt | G  | V | P | SV | SP | Ratio | PF    | PS    | Ratio |
| --- | --------- | -- | -- | - | - | -- | -- | ----- | ----- | ----- | ----- |
| 1   | Bulgaria  | 21 | 12 | 8 | 4 | 27 | 21 | 1.285 | 1 067 | 1 074 | 0.993 |
| 2   | Argentina | 21 | 12 | 7 | 5 | 26 | 21 | 1.238 | 1 068 | 980   | 1.089 |
| 3   | Canada    | 23 | 12 | 6 | 6 | 29 | 21 | 1.380 | 1 097 | 1 074 | 1.021 |
| 4   | Cuba      | 7  | 12 | 3 | 9 | 13 | 32 | 0.406 | 944   | 1 048 | 0.900 |

##### Girone D

###### Risultati
| 30 maggio 2015 Suwon Gymnasium, Suwon Durata: 1h:43 - Spettatori: 2 100                    | Corea del Sud | 1 - 3 | Francia       | 30-28, 23-25, 18-25, 16-25        |
| 30 maggio 2015 Momotaro Arena, Okayama Durata: 1h:50 - Spettatori: 2 760                   | Giappone      | 3 - 1 | Rep. Ceca     | 21-25, 25-18, 25-22, 25-20        |
| 31 maggio 2015 Suwon Gymnasium, Suwon Durata: 1h:12 - Spettatori: 2 300                    | Corea del Sud | 0 - 3 | Francia       | 17-25, 21-25, 21-25               |
| 31 maggio 2015 Momotaro Arena, Okayama Durata: 2h:05 - Spettatori: 2 910                   | Giappone      | 2 - 3 | Rep. Ceca     | 25-22, 25-20, 24-26, 23-25, 11-15 |
| 6 giugno 2015 Yugwansoon Gymnasium, Cheonan Durata: 1h:57 - Spettatori: 1 250              | Corea del Sud | 2 - 3 | Rep. Ceca     | 25-20, 19-25, 25-18, 20-25, 12-15 |
| 6 giugno 2015 Shimadzu Arena, Kyoto Durata: 1h:12 - Spettatori: 2 880                      | Giappone      | 0 - 3 | Francia       | 12-25, 14-25, 26-28               |
| 7 giugno 2015 Yugwansoon Gymnasium, Cheonan Durata: 1h:52 - Spettatori: 1 070              | Corea del Sud | 3 - 1 | Rep. Ceca     | 27-29, 25-18, 25-20, 25-21        |
| 7 giugno 2015 Shimadzu Arena, Kyoto Durata: 1h:09 - Spettatori: 3 440                      | Giappone      | 0 - 3 | Francia       | 15-25, 18-25, 23-25               |
| 12 giugno 2015 Salle Frédéric Lawson-Body, Poitiers Durata: 1h:08 - Spettatori: 2 200      | Francia       | 3 - 0 | Rep. Ceca     | 25-15, 25-23, 25-11               |
| 13 giugno 2015 Suwon Gymnasium, Suwon Durata: 1h:47 - Spettatori: 1 650                    | Corea del Sud | 1 - 3 | Giappone      | 20-25, 25-20, 21-25, 19-25        |
| 14 giugno 2015 Salle Pierre Dumortier, Tourcoing Durata: 1h:19 - Spettatori: 1 630         | Francia       | 3 - 0 | Rep. Ceca     | 25-20, 25-21, 25-18               |
| 14 giugno 2015 Suwon Gymnasium, Suwon Durata: 1h:25 - Spettatori: 2 200                    | Corea del Sud | 3 - 0 | Giappone      | 27-25, 26-24, 25-22               |
| 19 giugno 2015 Budvar Arena, České Budějovice Durata: 1h:14 - Spettatori: 4 000            | Rep. Ceca     | 0 - 3 | Francia       | 18-25, 20-25, 24-26               |
| 20 giugno 2015 Osaka Municipal Central Gymnasium, Osaka Durata: 1h:16 - Spettatori: 1 700  | Giappone      | 3 - 0 | Corea del Sud | 25-17, 25-17, 25-17               |
| 20 giugno 2015 Budvar Arena, České Budějovice Durata: 1h:36 - Spettatori: 5 000            | Rep. Ceca     | 1 - 3 | Francia       | 17-25, 25-23, 22-25, 14-25        |
| 21 giugno 2015 Osaka Municipal Central Gymnasium, Osaka Durata: 1h:22 - Spettatori: 2 530  | Giappone      | 3 - 0 | Corea del Sud | 25-21, 25-20, 25-18               |
| 25 giugno 2015 Salle Robert-Grenon, Tours Durata: 1h:13 - Spettatori: 3 000                | Francia       | 3 - 0 | Giappone      | 25-20, 25-19, 25-21               |
| 26 giugno 2015 Tipsport Arena, Liberec Durata: 2h:08 - Spettatori: 2 000                   | Rep. Ceca     | 3 - 2 | Corea del Sud | 25-22, 16-25, 16-25, 25-23, 15-12 |
| 27 giugno 2015 Kindarena, Rouen Durata: 1h:59 - Spettatori: 3 000                          | Francia       | 3 - 2 | Giappone      | 23-25, 22-25, 25-20, 25-23, 15-10 |
| 27 giugno 2015 Tipsport Arena, Liberec Durata: 1h:58 - Spettatori: 2 100                   | Rep. Ceca     | 3 - 1 | Corea del Sud | 30-28, 25-18, 18-25, 25-21        |
| 2 luglio 2015 Palais des Sports Delmas, Castelnau-le-Lez Durata: 1h:18 - Spettatori: 2 000 | Francia       | 3 - 0 | Corea del Sud | 26-24, 25-18, 25-21               |
| 3 luglio 2015 City Hall, Opava Durata: 1h:27 - Spettatori: 2 859                           | Rep. Ceca     | 0 - 3 | Giappone      | 21-25, 21-25, 23-25               |
| 4 luglio 2015 Brest Arena, Brest Durata: 1h:36 - Spettatori: 3 100                         | Francia       | 3 - 1 | Corea del Sud | 23-25, 25-23, 25-18, 25-15        |
| 4 luglio 2015 City Hall, Opava Durata: 1h:22 - Spettatori: 1 980                           | Rep. Ceca     | 3 - 0 | Giappone      | 25-19, 30-28, 25-13               |

###### Classifica
| Pos | Squadra       | Pt | G  | V  | P  | SV | SP | Ratio | PF    | PS    | Ratio |
| --- | ------------- | -- | -- | -- | -- | -- | -- | ----- | ----- | ----- | ----- |
| 1   | Francia       | 35 | 12 | 12 | 0  | 36 | 5  | 7.200 | 1 017 | 821   | 1.238 |
| 2   | Giappone      | 17 | 12 | 5  | 7  | 19 | 23 | 0.826 | 914   | 946   | 0.966 |
| 3   | Rep. Ceca     | 12 | 12 | 5  | 7  | 18 | 28 | 0.642 | 984   | 1 068 | 0.921 |
| 4   | Corea del Sud | 8  | 12 | 2  | 10 | 14 | 31 | 0.451 | 962   | 1 042 | 0.923 |

##### Girone E

###### Risultati
| 16 maggio 2015 Centro de Matosinhos, Matosinhos Durata: 1h:46 - Spettatori: 2 000   | Portogallo  | 1 - 3 | Paesi Bassi | 25-23, 20-25, 21-25, 20-25        |
| 17 maggio 2015 Centro de Matosinhos, Matosinhos Durata: 2h:09 - Spettatori: 2 500   | Portogallo  | 2 - 3 | Paesi Bassi | 25-17, 18-25, 26-24, 21-25, 12-15 |
| 23 maggio 2015 Tampereen Jäähalli, Tampere Durata: 2h:18 - Spettatori: 3 502        | Finlandia   | 2 - 3 | Belgio      | 20-25, 28-30, 25-20, 25-23, 7-15  |
| 24 maggio 2015 Tampereen Jäähalli, Tampere Durata: 2h:22 - Spettatori: 2 537        | Finlandia   | 2 - 3 | Belgio      | 31-29, 20-25, 25-23, 21-25, 11-15 |
| 30 maggio 2015 Sportcampus Lange Munte, Courtrai Durata: 1h:54 - Spettatori: 3 150  | Belgio      | 3 - 1 | Finlandia   | 25-18, 20-25, 26-24, 25-14        |
| 31 maggio 2015 Sportcampus Lange Munte, Courtrai Durata: 1h:56 - Spettatori: 3 360  | Belgio      | 3 - 1 | Finlandia   | 29-27, 23-25, 25-16, 25-10        |
| 5 giugno 2015 Vaasa Arena, Vaasa Durata: 1h:23 - Spettatori: 4 900                  | Finlandia   | 3 - 0 | Portogallo  | 25-19, 25-23, 25-22               |
| 6 giugno 2015 Maaspoort Sports, 's-Hertogenbosch Durata: 1h:59 - Spettatori: 1 107  | Paesi Bassi | 3 - 2 | Belgio      | 25-21, 25-18, 15-25, 22-25, 15-9  |
| 6 giugno 2015 Vaasa Arena, Vaasa Durata: 2h:05 - Spettatori: 4 399                  | Finlandia   | 3 - 1 | Portogallo  | 25-23, 28-30, 25-14, 25-23        |
| 7 giugno 2015 Maaspoort Sports, 's-Hertogenbosch Durata: 1h:10 - Spettatori: 980    | Paesi Bassi | 0 - 3 | Belgio      | 12-25, 17-25, 14-25               |
| 13 giugno 2015 Topsportcentrum, Almere Durata: 1h:14 - Spettatori: 1 100            | Paesi Bassi | 3 - 0 | Finlandia   | 25-20, 25-14, 25-18               |
| 13 giugno 2015 Country Hall Ethias Liège, Liegi Durata: 1h:19 - Spettatori: 2 435   | Belgio      | 3 - 0 | Portogallo  | 25-16, 25-21, 25-23               |
| 14 giugno 2015 Topsportcentrum, Almere Durata: 1h:40 - Spettatori: 1 050            | Paesi Bassi | 3 - 1 | Finlandia   | 22-25, 25-20, 25-14, 25-19        |
| 14 giugno 2015 Country Hall Ethias Liège, Liegi Durata: 2h:22 - Spettatori: 2 275   | Belgio      | 3 - 2 | Portogallo  | 25-13, 25-27, 30-28, 23-25, 15-13 |
| 19 giugno 2015 MartiniPlaza, Groninga Durata: 1h:26 - Spettatori: 1 000             | Paesi Bassi | 3 - 0 | Portogallo  | 25-18, 25-21, 25-23               |
| 20 giugno 2015 MartiniPlaza, Groninga Durata: 2h:16 - Spettatori: 1 200             | Paesi Bassi | 2 - 3 | Portogallo  | 25-15, 21-25, 23-25, 25-21, 11-15 |
| 26 giugno 2015 Barona Areena, Espoo Durata: 1h:18 - Spettatori: 2 200               | Finlandia   | 0 - 3 | Paesi Bassi | 15-25, 20-25, 26-28               |
| 27 giugno 2015 Barona Areena, Espoo Durata: 1h:55 - Spettatori: 2 000               | Finlandia   | 2 - 3 | Paesi Bassi | 18-25, 25-20, 25-18, 18-25, 13-15 |
| 27 giugno 2015 Pavilhão da Póvoa, Póvoa de Varzim Durata: 1h:55 - Spettatori: 2 300 | Portogallo  | 1 - 3 | Belgio      | 25-22, 17-25, 22-25, 21-25        |
| 28 giugno 2015 Pavilhão da Póvoa, Póvoa de Varzim Durata: 1h:30 - Spettatori: 1 500 | Portogallo  | 0 - 3 | Belgio      | 26-28, 23-25, 18-25               |
| 3 luglio 2015 Lotto Arena, Anversa Durata: 2h:40 - Spettatori: 3 195                | Belgio      | 3 - 2 | Paesi Bassi | 22-25, 25-20, 23-25, 33-31, 16-14 |
| 4 luglio 2015 Pavilhão da Póvoa, Póvoa de Varzim Durata: 2h:09 - Spettatori: 2 175  | Portogallo  | 2 - 3 | Finlandia   | 17-25, 25-22, 17-25, 26-24, 13-15 |
| 4 luglio 2015 Lotto Arena, Anversa Durata: 1h:20 - Spettatori: 3 078                | Belgio      | 0 - 3 | Paesi Bassi | 23-25, 22-25, 17-25               |
| 5 luglio 2015 Pavilhão da Póvoa, Póvoa de Varzim Durata: 1h:51 - Spettatori: 2 325  | Portogallo  | 1 - 3 | Finlandia   | 18–25, 20–25, 25–18, 23–25        |

###### Classifica
| Pos | Squadra     | Pt | G  | V  | P  | SV | SP | Ratio | PF    | PS    | Ratio |
| --- | ----------- | -- | -- | -- | -- | -- | -- | ----- | ----- | ----- | ----- |
| 1   | Belgio      | 27 | 12 | 10 | 2  | 32 | 17 | 1.882 | 1 150 | 1 024 | 1.123 |
| 2   | Paesi Bassi | 26 | 12 | 9  | 3  | 31 | 17 | 1.823 | 1 071 | 995   | 1.076 |
| 3   | Finlandia   | 14 | 12 | 4  | 8  | 21 | 28 | 0.750 | 1 044 | 1 119 | 0.932 |
| 4   | Portogallo  | 5  | 12 | 1  | 11 | 13 | 35 | 0.371 | 1 007 | 1 134 | 0.888 |

#### Gruppo 3
| Girone F   | Girone G   | Girone H   |
| ---------- | ---------- | ---------- |
| Montenegro | Cina       | Egitto     |
| Porto Rico | Grecia     | Kazakistan |
| Tunisia    | Messico    | Spagna     |
| Turchia    | Slovacchia | Venezuela  |

##### Girone F

###### Risultati
| 12 giugno 2015 Centro Sportivo Morača, Podgorica Durata: 2h:10 - Spettatori: 400   | Porto Rico | 2 - 3 | Turchia    | 18-25, 26-24, 20-25, 25-21, 10-15 |
| 12 giugno 2015 Centro Sportivo Morača, Podgorica Durata: 1h:14 - Spettatori: 2 750 | Montenegro | 3 - 0 | Tunisia    | 25-18, 25-20, 25-16               |
| 13 giugno 2015 Centro Sportivo Morača, Podgorica Durata: 1h:21 - Spettatori: 250   | Turchia    | 3 - 0 | Tunisia    | 26-24, 25-18, 25-18               |
| 13 giugno 2015 Centro Sportivo Morača, Podgorica Durata: 1h:23 - Spettatori: 1 950 | Montenegro | 3 - 0 | Porto Rico | 25-22, 25-23, 25-21               |
| 14 giugno 2015 Centro Sportivo Morača, Podgorica Durata: 1h:48 - Spettatori: 450   | Tunisia    | 3 - 1 | Porto Rico | 25-17, 20-25, 25-17, 25-19        |
| 14 giugno 2015 Centro Sportivo Morača, Podgorica Durata: 2h:04 - Spettatori: 2 200 | Montenegro | 3 - 1 | Turchia    | 25-22, 23-25, 26-24, 25-23        |
| 19 giugno 2015 Burhan Felek Spor Salonu, Istanbul Durata: 1h:23 - Spettatori: 0    | Montenegro | 3 - 0 | Tunisia    | 25-23, 25-21, 27-25               |
| 19 giugno 2015 Burhan Felek Spor Salonu, Istanbul Durata: 1h:10 - Spettatori: 350  | Turchia    | 3 - 0 | Porto Rico | 25-16, 25-16, 25-13               |
| 20 giugno 2015 Burhan Felek Spor Salonu, Istanbul Durata: 1h:48 - Spettatori: 150  | Porto Rico | 1 - 3 | Montenegro | 19-25, 26-28, 25-22, 13-25        |
| 20 giugno 2015 Burhan Felek Spor Salonu, Istanbul Durata: 1h:51 - Spettatori: 300  | Turchia    | 3 - 1 | Tunisia    | 25-20, 25-22, 21-25, 25-18        |
| 21 giugno 2015 Burhan Felek Spor Salonu, Istanbul Durata: 1h:43 - Spettatori: 150  | Turchia    | 1 - 3 | Porto Rico | 27-29, 16-25, 25-18, 19-25        |
| 21 giugno 2015 Burhan Felek Spor Salonu, Istanbul Durata: 2h:11 - Spettatori: 330  | Tunisia    | 3 - 2 | Montenegro | 25-21, 23-25, 25-23, 23-25, 15-12 |

###### Classifica
| Pos | Squadra    | Pt | G | V | P | SV | SP | Ratio | PF  | PS  | Ratio |
| --- | ---------- | -- | - | - | - | -- | -- | ----- | --- | --- | ----- |
| 1   | Montenegro | 16 | 6 | 5 | 1 | 17 | 5  | 3.400 | 532 | 477 | 1.115 |
| 2   | Turchia    | 13 | 6 | 5 | 1 | 16 | 8  | 2.000 | 562 | 494 | 1.137 |
| 3   | Porto Rico | 4  | 6 | 1 | 5 | 7  | 16 | 0.437 | 468 | 542 | 0.863 |
| 4   | Tunisia    | 3  | 6 | 1 | 5 | 5  | 16 | 0.312 | 450 | 499 | 0.901 |

##### Girone G

###### Risultati
| 12 giugno 2015 Auditorio de la Gente, Tepic Durata: 2h:03 - Spettatori: 5 500     | Slovacchia | 2 - 3 | Cina       | 25-23, 25-21, 17-25, 15-25, 15-17 |
| 12 giugno 2015 Auditorio de la Gente, Tepic Durata: 2h:07 - Spettatori: 6 800     | Messico    | 2 - 3 | Grecia     | 25-20, 25-21, 21-25, 19-25, 14-16 |
| 13 giugno 2015 Auditorio de la Gente, Tepic Durata: 2h:00 - Spettatori: 5 100     | Cina       | 3 - 2 | Grecia     | 25-22, 20-25, 18-25, 30-28, 15-13 |
| 13 giugno 2015 Auditorio de la Gente, Tepic Durata: 1h:09 - Spettatori: 7 250     | Messico    | 0 - 3 | Slovacchia | 21-25, 25-19, 25-19               |
| 14 giugno 2015 Auditorio de la Gente, Tepic Durata: 1h:58 - Spettatori: 3 800     | Slovacchia | 2 - 3 | Grecia     | 25-20, 25-15, 20-25, 20-25, 17-19 |
| 14 giugno 2015 Auditorio de la Gente, Tepic Durata: 1h:07 - Spettatori: 6 500     | Messico    | 0 - 3 | Cina       | 21-25, 22-25, 21-25               |
| 19 giugno 2015 Alexandreio Melathron, Salonicco Durata: 2h:10 - Spettatori: 1 100 | Slovacchia | 2 - 3 | Cina       | 25-20, 25-23, 19-25, 20-25, 13-15 |
| 19 giugno 2015 Alexandreio Melathron, Salonicco Durata: 1h:26 - Spettatori: 2 400 | Grecia     | 3 - 0 | Messico    | 25-16, 25-18, 30-28               |
| 20 giugno 2015 Alexandreio Melathron, Salonicco Durata: 1h:29 - Spettatori: 600   | Cina       | 3 - 1 | Messico    | 25-11, 25-23, 18-25, 25-15        |
| 20 giugno 2015 Alexandreio Melathron, Salonicco Durata: 2h:01 - Spettatori: 3 200 | Slovacchia | 2 - 3 | Grecia     | 25-14, 25-17, 16-25, 19-25, 10-15 |
| 21 giugno 2015 Alexandreio Melathron, Salonicco Durata: 1h:52 - Spettatori: 700   | Messico    | 1 - 3 | Slovacchia | 25-22, 23-25, 23-25, 17-25        |
| 21 giugno 2015 Alexandreio Melathron, Salonicco Durata: 2h:18 - Spettatori: 5 100 | Cina       | 3 - 2 | Grecia     | 21-25, 25-21, 34-32, 18-25, 15-13 |

###### Classifica
| Pos | Squadra    | Pt | G | V | P | SV | SP | Ratio | PF  | PS  | Ratio |
| --- | ---------- | -- | - | - | - | -- | -- | ----- | --- | --- | ----- |
| 1   | Cina       | 14 | 6 | 6 | 0 | 18 | 9  | 2.000 | 608 | 568 | 1.070 |
| 2   | Grecia     | 11 | 6 | 4 | 2 | 16 | 12 | 1.333 | 616 | 589 | 1.045 |
| 3   | Slovacchia | 10 | 6 | 2 | 4 | 14 | 13 | 1.076 | 575 | 566 | 1.015 |
| 4   | Messico    | 1  | 6 | 0 | 6 | 4  | 18 | 0.222 | 451 | 527 | 0.855 |

##### Girone H

###### Risultati
| 12 giugno 2015 Sports Palace Taraz-Arena, Taraz Durata: 2h:10 - Spettatori: 1 710 | Spagna     | 3 - 2 | Egitto     | 22-25, 25-21, 25-27, 25-22, 15-9 |
| 12 giugno 2015 Sports Palace Taraz-Arena, Taraz Durata: 2h:23 - Spettatori: 1 050 | Kazakistan | 3 - 2 | Venezuela  | 25-22, 31-33, 25-23, 28-30, 15-9 |
| 13 giugno 2015 Sports Palace Taraz-Arena, Taraz Durata: 1h:49 - Spettatori: 617   | Spagna     | 3 - 1 | Venezuela  | 25-16, 21-25, 25-22, 25-23       |
| 13 giugno 2015 Sports Palace Taraz-Arena, Taraz Durata: 1h:19 - Spettatori: 1 126 | Kazakistan | 0 - 3 | Egitto     | 18-25, 15-25, 21-25              |
| 14 giugno 2015 Sports Palace Taraz-Arena, Taraz Durata: 1h:17 - Spettatori: 885   | Venezuela  | 0 - 3 | Egitto     | 22-25, 22-25, 17-25              |
| 14 giugno 2015 Sports Palace Taraz-Arena, Taraz Durata: 1h:51 - Spettatori: 1 250 | Kazakistan | 1 - 3 | Spagna     | 25-22, 19-25, 19-25, 16-25       |
| 19 giugno 2015 Cairo Halls Complex, Il Cairo Durata: 1h:21 - Spettatori: 800      | Spagna     | 3 - 0 | Venezuela  | 25-18, 26-24, 25-21              |
| 19 giugno 2015 Cairo Halls Complex, Il Cairo Durata: 2h:02 - Spettatori: 1 500    | Egitto     | 3 - 1 | Kazakistan | 25-19, 25-16, 20-25, 25-23       |
| 20 giugno 2015 Cairo Halls Complex, Il Cairo Durata: 1h:24 - Spettatori: 500      | Spagna     | 3 - 0 | Kazakistan | 25-23, 25-18, 25-21              |
| 20 giugno 2015 Cairo Halls Complex, Il Cairo Durata: 1h:34 - Spettatori: 1 000    | Egitto     | 3 - 0 | Venezuela  | 25-20, 25-23, 25-20              |
| 21 giugno 2015 Cairo Halls Complex, Il Cairo Durata: 2h:00 - Spettatori: 2 000    | Kazakistan | 2 - 3 | Venezuela  | 16-25, 25-17, 19-25, 25-20, 9-15 |
| 21 giugno 2015 Cairo Halls Complex, Il Cairo Durata: 1h:52 - Spettatori: 2 200    | Egitto     | 3 - 1 | Spagna     | 25-14, 25-18, 19-25, 25-18       |

###### Classifica
| Pos | Squadra    | Pt | G | V | P | SV | SP | Ratio | PF  | PS  | Ratio |
| --- | ---------- | -- | - | - | - | -- | -- | ----- | --- | --- | ----- |
| 1   | Egitto     | 16 | 6 | 5 | 1 | 17 | 5  | 3.400 | 518 | 447 | 1.158 |
| 2   | Spagna     | 14 | 6 | 5 | 1 | 16 | 7  | 2.285 | 531 | 488 | 1.088 |
| 3   | Kazakistan | 3  | 6 | 1 | 5 | 7  | 17 | 0.411 | 495 | 561 | 0.882 |
| 4   | Venezuela  | 3  | 6 | 1 | 5 | 6  | 17 | 0.352 | 492 | 540 | 0.911 |

### Fase finale

#### Gruppo 1

##### Fase a gironi
| Girone I    | Girone J |
| ----------- | -------- |
| Brasile     | Italia   |
| Francia     | Polonia  |
| Stati Uniti | Serbia   |

###### Girone I - Risultati
| 15 luglio 2015 Ginásio do Maracanãzinho, Rio de Janeiro Durata: 2h:07 - Spettatori: 4 778 | Brasile     | 1 - 3 | Francia     | 29-27, 21-25, 29-31, 19-25 |
| 16 luglio 2015 Ginásio do Maracanãzinho, Rio de Janeiro Durata: 2h:12 - Spettatori: 7 052 | Brasile     | 3 - 1 | Stati Uniti | 28-26, 22-25, 25-22, 27-25 |
| 17 luglio 2015 Ginásio do Maracanãzinho, Rio de Janeiro Durata: 1h:55 - Spettatori: 4 342 | Stati Uniti | 3 - 1 | Francia     | 25-21, 25-22, 24-26, 25-20 |

###### Girone I - Classifica
| Pos | Squadra     | Pt | G | V | P | SV | SP | Ratio | PF  | PS  | Ratio |
| --- | ----------- | -- | - | - | - | -- | -- | ----- | --- | --- | ----- |
| 1   | Stati Uniti | 3  | 2 | 1 | 1 | 4  | 4  | 1.000 | 197 | 191 | 1.031 |
| 2   | Francia     | 3  | 2 | 1 | 1 | 4  | 4  | 1.000 | 197 | 197 | 1.000 |
| 3   | Brasile     | 3  | 2 | 1 | 1 | 4  | 4  | 1.000 | 200 | 206 | 0.970 |

###### Girone J - Risultati
| 15 luglio 2015 Ginásio do Maracanãzinho, Rio de Janeiro Durata: 2h:11 - Spettatori: 1 573 | Serbia  | 2 - 3 | Italia  | 23-25, 25-14, 23-25, 25-20, 9-15  |
| 16 luglio 2015 Ginásio do Maracanãzinho, Rio de Janeiro Durata: 1h:50 - Spettatori: 3 220 | Polonia | 3 - 1 | Italia  | 25-15, 27-25, 20-25, 25-20        |
| 17 luglio 2015 Ginásio do Maracanãzinho, Rio de Janeiro Durata: 2h:17 - Spettatori: 2 760 | Serbia  | 3 - 2 | Polonia | 18-25, 25-22, 22-25, 25-22, 15-13 |

###### Girone J - Classifica
| Pos | Squadra | Pt | G | V | P | SV | SP | Ratio | PF  | PS  | Ratio |
| --- | ------- | -- | - | - | - | -- | -- | ----- | --- | --- | ----- |
| 1   | Polonia | 4  | 2 | 1 | 1 | 5  | 4  | 1.250 | 204 | 190 | 1.073 |
| 2   | Serbia  | 3  | 2 | 1 | 1 | 5  | 5  | 1.000 | 210 | 206 | 1.019 |
| 3   | Italia  | 2  | 2 | 1 | 1 | 4  | 5  | 0.800 | 184 | 202 | 0.910 |

##### Final Four
|  | Semifinali  | Semifinali  | Semifinali |         |        | Finale      | Finale      | Finale   |  |
|  |             |             |            |         |        |             |             |          |  |
|  | Stati Uniti | Stati Uniti | 2          |         |        |             |             |          |  |
|  | Stati Uniti | Stati Uniti | 2          |         |        |             |             |          |  |
|  | Serbia      | Serbia      | 3          |         |        |             |             |          |  |
|  | Serbia      | Serbia      | 3          |         | Serbia | Serbia      | 0           |          |  |
|  |             |             |            |         | Serbia | Serbia      | 0           |          |  |
|  |             |             | Francia    | Francia | 3      |             |             |          |  |
|  | Francia     | Francia     | Francia    | Francia | 3      | 3           |             |          |  |
|  | Francia     | Francia     |            |         |        | 3           |             |          |  |
|  | Polonia     | Polonia     | 2          |         |        | 3º posto    | 3º posto    | 3º posto |  |
|  | Polonia     | Polonia     | 2          |         |        |             |             |          |  |
|  |             |             |            |         |        |             |             |          |  |
|  |             |             |            |         |        | Stati Uniti | Stati Uniti | 3        |  |
|  |             |             |            |         |        | Stati Uniti | Stati Uniti | 3        |  |
|  |             |             |            |         |        | Polonia     | Polonia     | 0        |  |

###### Semifinali
| 18 luglio 2015 Ginásio do Maracanãzinho, Rio de Janeiro Durata: 2h:28 - Spettatori: 6 087 | Stati Uniti | 2 - 3 | Serbia  | 23-25, 21-25, 27-25, 25-20, 12-15 |
| 18 luglio 2015 Ginásio do Maracanãzinho, Rio de Janeiro Durata: 2h:15 - Spettatori: 6 347 | Francia     | 3 - 2 | Polonia | 25-23, 25-23, 19-25, 22-25, 17-15 |

###### Finale 3º posto
| 19 luglio 2015 Ginásio do Maracanãzinho, Rio de Janeiro Durata: 1h:32 - Spettatori: 4 784 | Stati Uniti | 3 - 0 | Polonia | 25-22, 25-23, 25-23 |

###### Finale
| 19 luglio 2015 Ginásio do Maracanãzinho, Rio de Janeiro Durata: 1h:20 - Spettatori: 7 383 | Serbia | 0 - 3 | Francia | 19-25, 21-25, 23-25 |

#### Gruppo 2
|  | Semifinali | Semifinali | Semifinali |         |          | Finale    | Finale    | Finale   |  |
|  |            |            |            |         |          |           |           |          |  |
|  | Bulgaria   | Bulgaria   | 3          |         |          |           |           |          |  |
|  | Bulgaria   | Bulgaria   | 3          |         |          |           |           |          |  |
|  | Belgio     | Belgio     | 1          |         |          |           |           |          |  |
|  | Belgio     | Belgio     | 1          |         | Bulgaria | Bulgaria  | 0         |          |  |
|  |            |            |            |         | Bulgaria | Bulgaria  | 0         |          |  |
|  |            |            | Francia    | Francia | 3        |           |           |          |  |
|  | Francia    | Francia    | Francia    | Francia | 3        | 3         |           |          |  |
|  | Francia    | Francia    |            |         |          | 3         |           |          |  |
|  | Argentina  | Argentina  | 0          |         |          | 3º posto  | 3º posto  | 3º posto |  |
|  | Argentina  | Argentina  | 0          |         |          |           |           |          |  |
|  |            |            |            |         |          |           |           |          |  |
|  |            |            |            |         |          | Belgio    | Belgio    | 2        |  |
|  |            |            |            |         |          | Belgio    | Belgio    | 2        |  |
|  |            |            |            |         |          | Argentina | Argentina | 3        |  |

##### Semifinali
| 10 luglio 2015 Palace of Culture and Sport, Varna Durata: 1h:54 - Spettatori: 5 005 | Bulgaria | 3 - 1 | Belgio    | 23-25, 25-14, 25-18, 25-20 |
| 10 luglio 2015 Palace of Culture and Sport, Varna Durata: 1h:09 - Spettatori: 3 555 | Francia  | 3 - 0 | Argentina | 25-13, 25-20, 25-17        |

##### Finale 3º posto
| 11 luglio 2015 Palace of Culture and Sport, Varna Durata: 2h:13 - Spettatori: 3 980 | Belgio | 2 - 3 | Argentina | 18-25, 25-20, 21-25, 25-18, 11-15 |

##### Finale
| 11 luglio 2015 Palace of Culture and Sport, Varna Durata: 1h:19 - Spettatori: 5 900 | Bulgaria | 0 - 3 | Francia | 16-25, 20-25, 21-25 |

#### Gruppo 3
|  | Semifinali | Semifinali | Semifinali |        |            | Finale     | Finale     | Finale   |  |
|  |            |            |            |        |            |            |            |          |  |
|  | Montenegro | Montenegro | 3          |        |            |            |            |          |  |
|  | Montenegro | Montenegro | 3          |        |            |            |            |          |  |
|  | Cina       | Cina       | 1          |        |            |            |            |          |  |
|  | Cina       | Cina       | 1          |        | Montenegro | Montenegro | 2          |          |  |
|  |            |            |            |        | Montenegro | Montenegro | 2          |          |  |
|  |            |            | Egitto     | Egitto | 3          |            |            |          |  |
|  | Slovacchia | Slovacchia | Egitto     | Egitto | 3          | 1          |            |          |  |
|  | Slovacchia | Slovacchia |            |        |            | 1          |            |          |  |
|  | Egitto     | Egitto     | 3          |        |            | 3º posto   | 3º posto   | 3º posto |  |
|  | Egitto     | Egitto     | 3          |        |            |            |            |          |  |
|  |            |            |            |        |            |            |            |          |  |
|  |            |            |            |        |            | Cina       | Cina       | 2        |  |
|  |            |            |            |        |            | Cina       | Cina       | 2        |  |
|  |            |            |            |        |            | Slovacchia | Slovacchia | 3        |  |

##### Semifinali
| 4 luglio 2015 Aegon Arena, Bratislava Durata: 1h:48 - Spettatori: 1 500 | Montenegro | 3 - 1 | Cina   | 25-21, 25-21, 22-25, 25-15 |
| 4 luglio 2015 Aegon Arena, Bratislava Durata: 2h:16 - Spettatori: 3 000 | Slovacchia | 1 - 3 | Egitto | 23-25, 25-22, 25-27, 23-25 |

##### Finale 3º posto
| 5 luglio 2015 Aegon Arena, Bratislava Durata: 2h:25 - Spettatori: 3 500 | Cina | 2 - 3 | Slovacchia | 25-17, 28-26, 20-25, 27-29, 13-15 |

##### Finale
| 5 luglio 2015 Aegon Arena, Bratislava Durata: 2h:15 - Spettatori: 1 200 | Montenegro | 2 - 3 | Egitto | 20-25, 25-21, 23-25, 25-23, 9-15 |

## Podio

### Campione
Formazione: 1 Jonas Aguenier, 2 Jenia Grebennikov, 4 Antonin Rouzier, 5 Trévor Clévenot, 6 Benjamin Toniutti, 7 Kévin Tillie, 8 Yoann Jaumel, 9 Earvin N'Gapeth, 10 Kévin Le Roux, 11 Julien Lyneel, 14 Nicolas Le Goff, 16 Nicolas Maréchal, 17 Franck Lafitte, 21 Mory Sidibé, CT: Laurent Tillie

### Secondo posto
Formazione: 1 Nikola Kovačević, 2 Uroš Kovačević, 3 Marko Ivović, 4 Nemanja Petrić, 5 Ivan Kostić, 7 Dragan Stanković, 9 Nikola Jovović, 14 Aleksandar Atanasijević, 15 Saša Starović, 17 Neven Majstorović, 18 Marko Podraščanin , 19 Nikola Rosić, 20 Srećko Lisinac, 22 Aleksandar Okolić, CT: Nikola Grbić

### Terzo posto
Formazione: 1 Matthew Anderson, 2 Aaron Russell, 3 Taylor Sander, 4 David Lee, 6 Paul Lotman, 7 Kawika Shoji, 9 Murphy Troy, 10 Thomas Jaeschke, 11 Micah Christenson, 12 Russell Holmes, 17 Maxwell Holt, 20 David Smith, 21 Dustin Watten, 22 Erik Shoji, CT: John Speraw

## Classifica finale
| Pos | Squadre       | Verdetto                     |
| --- | ------------- | ---------------------------- |
|     | Francia       | Gruppo 1 - World League 2016 |
|     | Serbia        | Gruppo 1 - World League 2016 |
|     | Stati Uniti   | Gruppo 1 - World League 2016 |
| 4   | Polonia       | Gruppo 1 - World League 2016 |
| 5   | Brasile       | Gruppo 1 - World League 2016 |
| 5   | Italia        | Gruppo 1 - World League 2016 |
| 7   | Iran          | Gruppo 1 - World League 2016 |
| 8   | Australia     | Gruppo 1 - World League 2016 |
| 8   | Russia        | Gruppo 2 - World League 2016 |
| 10  | Bulgaria      | Gruppo 2 - World League 2016 |
| 11  | Argentina     | Gruppo 2 - World League 2016 |
| 12  | Belgio        | Gruppo 2 - World League 2016 |
| 13  | Giappone      | Gruppo 2 - World League 2016 |
| 13  | Paesi Bassi   | Gruppo 2 - World League 2016 |
| 15  | Canada        | Gruppo 2 - World League 2016 |
| 15  | Finlandia     | Gruppo 2 - World League 2016 |
| 15  | Rep. Ceca     | Gruppo 2 - World League 2016 |
| 18  | Corea del Sud | Gruppo 2 - World League 2016 |
| 18  | Cuba          | Gruppo 2 - World League 2016 |
| 18  | Portogallo    | Gruppo 3 - World League 2016 |
| 21  | Egitto        | Gruppo 2 - World League 2016 |
| 22  | Montenegro    | Gruppo 3 - World League 2016 |
| 23  | Slovacchia    | Gruppo 3 - World League 2016 |
| 24  | Cina          | Gruppo 3 - World League 2016 |
| 25  | Grecia        | Gruppo 3 - World League 2016 |
| 25  | Spagna        | Gruppo 3 - World League 2016 |
| 25  | Turchia       | Gruppo 3 - World League 2016 |
| 28  | Kazakistan    | Gruppo 3 - World League 2016 |
| 28  | Porto Rico    | Gruppo 3 - World League 2016 |
| 30  | Messico       | Gruppo 3 - World League 2016 |
| 30  | Tunisia       | Gruppo 3 - World League 2016 |
| 30  | Venezuela     | Gruppo 3 - World League 2016 |

## Premi individuali
| Premio                | Nome                    | Squadra     |
| --------------------- | ----------------------- | ----------- |
| MVP                   | Earvin N'Gapeth         | Francia     |
| Miglior palleggiatore | Benjamin Toniutti       | Francia     |
| Miglior opposto       | Aleksandar Atanasijević | Serbia      |
| Miglior schiacciatore | Earvin N'Gapeth         | Francia     |
| Miglior schiacciatore | Michał Kubiak           | Polonia     |
| Miglior centrale      | Maxwell Holt            | Stati Uniti |
| Miglior centrale      | Srećko Lisinac          | Serbia      |
| Miglior libero        | Paweł Zatorski          | Polonia     |